# Бруни, Антон Осипович
Анто́нио Баро́ффи(о)-Бру́ни, Анто́н(ий) О́сипович Бру́ни (итал. Antonio Baroffio-Bruni; 17 февраля 1762, Мендризио — около 1825, Марьино) — швейцарский и русский живописец, последователь неоклассицизма, видный деятель россики александровской эпохи; родоначальник разветвлённой художественной семьи Бруни, отец и первый наставник Фёдора Бруни.

## Происхождение и жизнь до приезда в Россию

### Российская версия

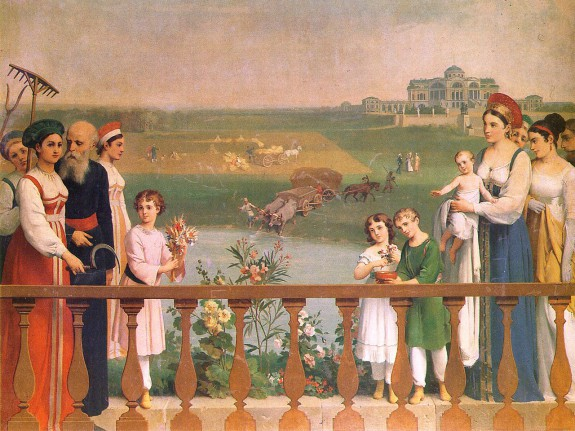
Антон Осипович Бруни. Вид усадьбы Марьино. Курский областной краеведческий музей.

Российская версия биографии Антона Осиповича Бруни до его переезда в Россию сформировалась уже в XIX веке, и была приведена, в частности, в Русском биографическом словаре, а также в 162-страничной биографии сына А. М. Бруни, художника Фёдора Антоновича Бруни, написанной А. В. Половцовым.
Согласно этой версии, фамилия Бруни распространена среди италоязычных швейцарцев, одной из четырёх групп коренного населения Швейцарии. Антонио Бароффио Бруни родился в 1767 году в итало-швейцарском городке Мендризио (современный кантон Тичино) в семье Джузеппе Бруни и его жены.
В персоналии «Русского биографического словаря» указывается, что Антонио Бруни получил художественное образование в Италии, долгое время проживал в этой стране, а во времена императора Павла I переехал в Россию. Современный представитель династии, Наталья Ивановна Бруни, в своём подробном интервью сообщает, что по профессии Антонио Бруни был ювелиром; участвовал в Швейцарском походе Суворова на стороне России или союзной ей Австрии (что не исключено, так как многие современники-швейцарцы положительно восприняли появление русской армии в занятой французами Швейцарии), а в 1807 году (по другим данным, в 1806 или 1808 году), то есть в возрасте около сорока лет, перебрался с семьёй в Россию. Сам он писал, что причиной его переезда были гонения со стороны наполеоновского правительства, которые обрушились на него за его приверженность отечеству (Швейцарии).
Существует точка зрения, согласно которой Антонио Бруни до приезда в Россию учился в Римской академии художеств, после чего сперва вернулся в Швейцарию. В Швейцарии он принадлежал к привилегированным слоям общества и занимал должность консула кантона. Был членом Миланской академии художеств. Писать картины начал ещё в Швейцарии. Во время Швейцарского похода А. В. Суворова служил на обер-офицерских должностях.

### Швейцарская версия
Швейцарский исторический словарь приводит иную версию биографии художника. Урождённый Антонио Бароффио, он родился в Мендризио 17 февраля 1762 года в семье гравировщика (человека, наносящего резной узор на поверхности металлических предметов). Мать будущего художника, Анжела Поцци, была дочерью штукатура. Художественное образование Бароффио получил сперва в Генуе, где тесно общался с другими выходцами из Тичино, а затем в Милане, в Академии Брера. Окончив эту академию в 1789 году, он следующие 18 лет проработал на Монетном дворе в Милане, и, обвинённый в 1809 году в краже казённых сумм, бежал в Россию, поменяв фамилию. В Россию с ним уехала жена, Магдалена Боссарт, уроженка Вюрцбурга, и малолетние дети.
Живя в Милане, Бароффио занимался также и живописью и не терял связь с родной Швейцарией. На родине художника сохранились написанные им несколько картин с религиозными сценами и большое полотно под названием «La rigenerazione del Ticino» (1805). Выполненное по случаю вступления кантона Тичино в Швейцарскую конфедерацию, оно вплоть до 1960 года украшало зал Большого Совета в столице кантона, городе Беллинцона.
Версия Швейцарского словаря, однако, верна лишь отчасти. Представляется почти несомненным, что Бруни перед эмиграцией в Россию проживал в Тичино, где занимал пост советника недавно созданного отдельного кантона (до 1803 года Тичино полноправным кантоном не был). Именно там он работал над картинами, там носил официальный гражданский мундир и получил две медали (с которыми изображён на автопортрете), и оттуда с женой и детьми переехал в Санкт-Петербург.

## Жизнь в России
В России Бруни был принят благосклонно и вскоре получил место «живописных и скульптурных дел мастера при царскосельских дворцах», где, как считается, в основном занимался реставрацией картин. Занимал эту должность с 1808 по 1817 год.
В этот период Бруни был знаком с учениками Царскосельского лицея, в частности, с А. С. Пушкиным. Семья Бруни жила в непосредственной близости от лицея. Лицеисты были ровесниками сыновей художника и часто наведывались к ним в дом. Данзас, Пушкин, Лангер и другие часто бывали там запросто, угощались конфетами и поддерживали дружеские связи с хозяевами дома.
Бруни был знаком также с Н. М. Карамзиным, проживавшем там же в Царском Селе в одном из флигелей, который ему для работы выделил император.
21 января 1815 года Бруни представил две своих картины совету Академии Художеств и попросил признать его назначенным в академики. Для подтверждения мастерства ему дали задание создать картину на сюжет «Страдания Иова». В августе того же года Бруни закончил работу над картиной и представил её в Академию художеств, после чего 1 сентября получил звание академика исторической живописи.
В 1817 году художник переехал в Москву, где много работал по заказам князей Куракиных и Барятинских. С 1820 года он также преподавал живопись в Благородном пансионе при московском университете. В марте 1825 года художник получил в пансионе двухмесячный отпуск, для исполнения крупного заказа в Льговском уезде Курской губернии. Речь шла об усадьбе Марьино князя Ивана Ивановича Барятинского. Там художник выполнял декоративные росписи: плафоны, фризы, десюдепорты… После этого он не упоминается в документах. Ориентировочной датой смерти художника считается 1825 год.

## Творчество

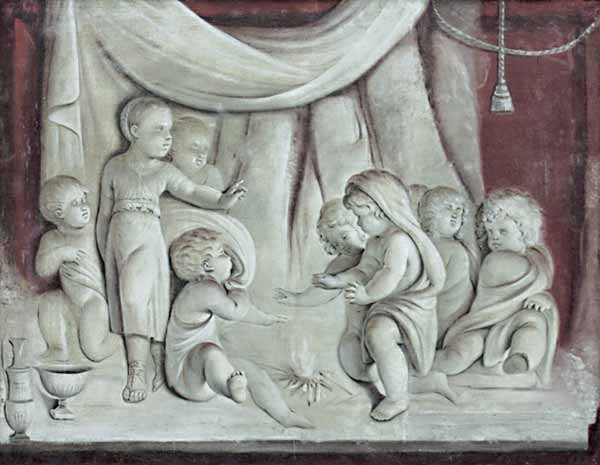
Антон Осипович Бруни. Амуры у костра. Аллегория зимы. Десюдепорт из зимнего кабинета И. И. Барятинского. Курская государственная картинная галерея имени А. А. Дейнеки

Основные работы, выполненные Бруни, относились к росписям интерьеров, в частности, потолочных плафонов. В этой сфере художник продемонстрировал большое мастерство, его немногие сохранившиеся работы представляют высокую художественную ценность. Кроме того, работал он и в сфере станковой живописи.
Из картин А. О. Бруни известны, в частности:
- «Автопортрет» (в швейцарском мундире). Поступил в Государственный Русский музей 1923 году из собрания Академии художеств. А. О. Бруни на нём «изображён в мундире чиновника (советника кантона Тичино) с золотым шитьём в виде ликторских фасций на воротнике. На груди — две швейцарские медали: знак отличия „За добродетели и заслуги“ (получен в 1804) и „Золотая почётная медаль“, присужденная Бруни от кантона Тичино за исполненную им картину (украшавшую до середины XX века зал совета кантона)»[14].
- Настенное панно «Урожай» (также известное, как «Вид усадьбы Марьино»), происходящее из усадьбы Марьино (Курский областной краеведческий музей). Долгое время считалась анонимной работой крепостного живописца. Несмотря на название, в действительности картина представляет собой групповой портрет детей князя Ивана Барятинского (включая будущего генерал-фельдмаршала, победителя имама Шамиля Александра Ивановича Барятинского и его легендарной младшей сестры Леониллы) в окружении кормилиц и крестьян. Исторически находилась на парадной лестнице усадьбы. Местонахождение парного панно «Посев» неизвестно.
- Декоративное панно «Амуры» оттуда же (в советские годы «распределено» в Томский областной художественный музей).
- Три гризайли, включая десюдепорт с изображением амуров, также из Марьино, хранятся в Курской картинной галерее.

Творчество А. О. Бруни, по всей видимости, изучено недостаточно, а весь комплекс его работ в российских музейных фондах ещё не выявлен.
Достоверно известны две локации, где Антон Осипович Бруни работал как художник — автор настенных и потолочных росписей, а также как реставратор, и, возможно, как скульптор:
- Царское село (в связи с этим обычно упоминается Александровский дворец).
- Усадьба князей Барятинских Марьино.

Также в связи с именем А. О. Бруни называются:
- Розовый павильон в Павловске (не в Петергофе, так как последний будет построен позже).
- Резиденции князя Куракина.
- Другие резиденции князей Барятинских, кроме Марьино.
- Михайловский дворец (ныне — главное здание Государственного Русского музея)[15].

## Семья

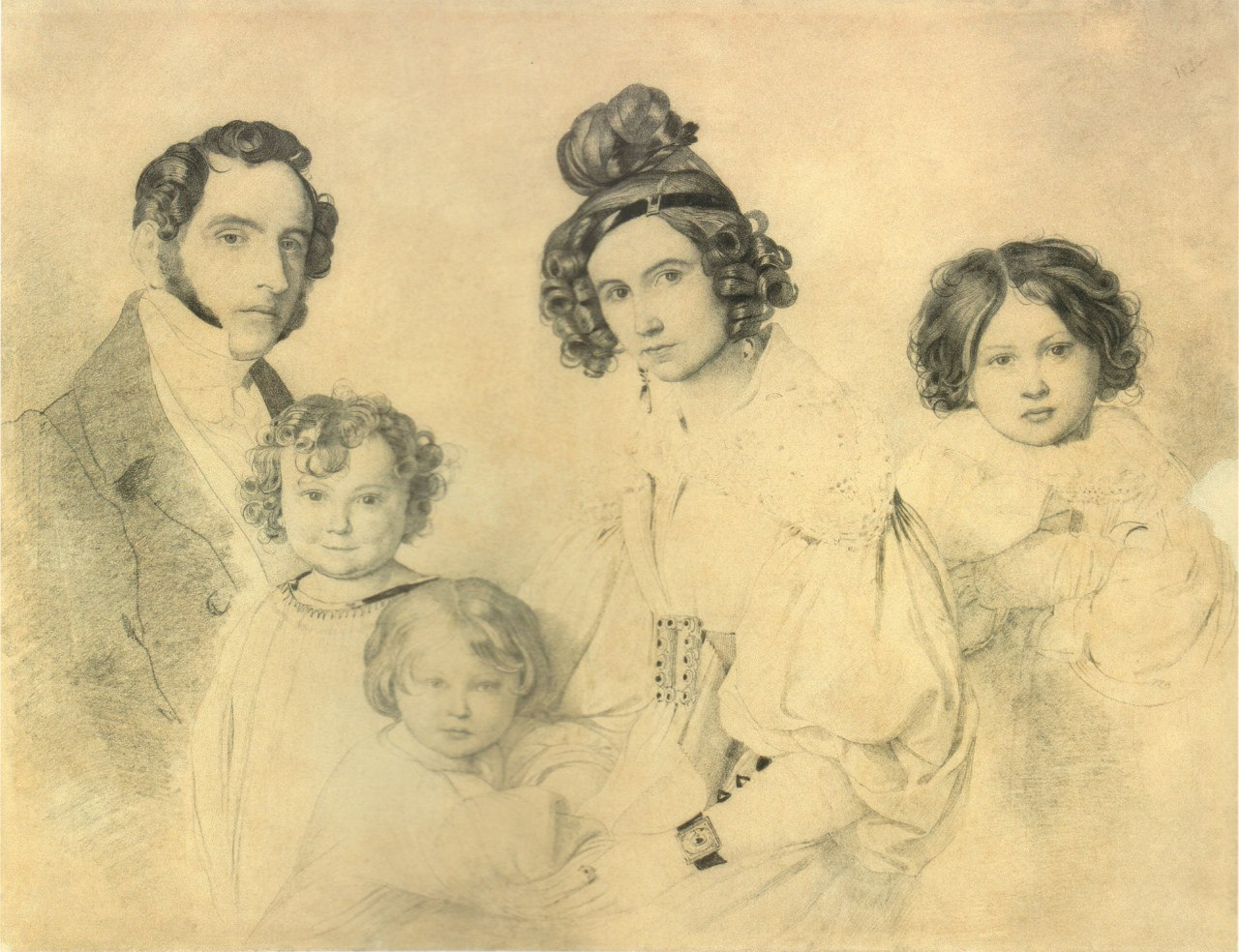
Фёдор Бруни. Портрет сестры Софьи с мужем и детьми

Супруга — Маргарита Карловна, урождённая Боссар.
Старший сын — Фёдор Антонович Бруни (1799—1875) стал известным художником, ректором Академии художеств в Санкт-Петербурге, получил потомственное дворянство.
Младший сын — Константин Антонович Бруни (1800—1834; был похоронен в Москве на Введенском кладбище), учился в Горном корпусе, но курса не окончил; состоял управляющим одного из подмосковных имений князей Волконских. Оставил после себя шестерых детей, составивших младшую ветвь семьи Бруни.
Дочь, Софья Антоновна, была замужем за Джампьетро Корти (Курти). Сохранился её портрет с мужем и детьми, исполненный братом.
Художниками стали также многие другие потомки Антона Осиповича: Юлий Фёдорович (1843—1911), Николай Александрович (1856—1935), Татьяна Георгиевна (1902—2001), Лев Александрович (1894—1948), Иван Львович (1920—1995), Лаврентий Васильевич (род. 1961).
Среди потомков Антона Осиповича также архитекторы Александр Константинович (1825—1915) и Александр Александрович (1860—1911), священник и авиаконструктор Николай Александрович (1891—1938), народный артист России скрипач Алексей Михайлович Бруни (род. 1954) и другие.